# Zigarrenhaie
Die Gattung der Zigarrenhaie (Isistius) zählt innerhalb der Ordnung der Dornhaiartigen (Squaliformes) zur Familie der Dalatiidae und umfasst 3 Arten:
- Zigarrenhai (Isistius brasiliensis)
- Großzahn-Zigarrenhai (Isistius plutodus)
- Südchinesischer Zigarrenhai (Isistius labialis)

Eine Besonderheit dieser in größeren Tiefen lebenden Gattung ist ihre ektoparasitische Ernährungsgewohnheit. Mittels ihres speziell angepassten Gebisses schneiden sie kegelförmige, runde Stücke aus ihren Beutetieren heraus, was den Zigarrenhaien die englische Bezeichnung „cookie cutter shark“ einbrachte. Die charakteristischen Narben ihrer Angriffe finden sich immer wieder an größeren Fischen und Meeressäugern.